# 竹田省
竹田 省（たけだ しょう、1880年9月19日 - 1954年2月26日）は、日本の法学者。専門は商法。学位は法学博士（京都大学・論文博士・1917年）。京都大学名誉教授。関西大学第15代学長。弟子に大隅健一郎、大森忠夫、大橋光雄など。

## 人物
松本烝治とともに、日本の商法学を確立した研究者と評価される。特に手形法での業績は大きく（人的抗弁と物的抗弁の区別など）、竹田の著書や論文により手形法に関する問題は出尽くしたとされる。
京都帝国大学を退官後には我が国の法学界において初めての一つの大学に依らない法学専門雑誌である民商法雑誌を末川博とともに創刊。竹田は以前より大学の機関雑誌しか法律雑誌がないことを遺憾とし、ドイツのゴールドシュミットによる「商法破産法雑誌」に範を取り「民商法雑誌」とした。
実務家としては同和火災海上、阪神電鉄、朝日放送などの企業の役員を歴任。

## 来歴
- 1880年（明治13年） - 富山県氷見郡氷見町出生。
- 1906年（明治39年） - 京都帝国大学法学部卒業。司法官試補。
- 1908年（明治41年） - 京都帝国大学助教授。ドイツ・オーストリーに2年間派遣留学。
- 1912年（大正元年） - ドイツ、フランス、イギリスに留学（大正4年まで）
- 1917年（大正06年） - 法学博士
- 1932年（昭和07年） - 京都帝国大学を退官。京都帝国大学名誉教授。弁護士登録。
- 1935年（昭和10年） - 末川博と共に共同責任編集で民商法雑誌を創刊。
- 1944年（昭和19年） - 大日本弁護士報国会会長。関西大学学長。
- 1947年（昭和22年） - 日本学士院会員
- 1954年（昭和29年） - 死去

## 著書
- 『商法総論』（有斐閣、1912年）
- 『商法判例批評』（弘文堂、1924年）
- 『商法要論』（金港堂、1925年）
- 『手形法大意』（弘文堂、1927年）
- 『商行為法』（弘文堂、1931年）
- 『商法総則』（弘文堂、1932年）
- 『手形法・小切手法』（有斐閣、1950年）
- 『商法の理論と解釈』（有斐閣、1954年）（竹田の死後、大隅健一郎が竹田の主要論文を編集し収録したもの。）